# Kossakówka
Dworek Kossakówka – neogotycki dworek znajdujący się w Krakowie w dzielnicy I, przy placu Juliusza Kossaka 4, na Nowym Świecie.

## Historia
Willa została zbudowana dla W. Kołodziejskiego w 1851 roku, według projektu Jana Bogumiła Trennera.
W 1871 dom ten zakupił Juliusz Kossak i zamieszkał tam wraz z żoną i pięciorgiem dzieci. Początkowo willę przy placu Latarnia (nazwę placu zmieniono po śmierci malarza w 1899 roku) nazywano „Wygodą”. Zamieszkała w niej najpierw żona Juliusza z dziećmi, bo sam artysta przebywał w Monachium, gdzie studiował malarstwo. Dom składał się z dwóch części: jedna z nich przeznaczona była dla kobiet (później, gdy mieszkała w nim sama pani Juliuszowa, nazywano tę część „Domem babci”, w końcu „Jerzówką”). Całość otoczona była ogrodem, a położenie na obrzeżach miasta i sąsiedztwo pobliskiego parku, czyniło z niej prawdziwie sielską przystań dla artysty Kossaka. Tu stworzył pracownię, tu malował swoje obrazy.
Kossakówka zawsze tętniła życiem. Aż do II wojny światowej była domem otwartym dla inteligencji i sfer artystycznych Krakowa. Można tam było spotkać: Adama Asnyka, Henryka Sienkiewicza, Stanisława Witkiewicza, Józefa Chełmońskiego, Juliana Fałata, Juliana Tuwima, Boya, Józefa Conrada, Ignacego Paderewskiego i wielu innych, znanych artystów malarzy, muzyków, pisarzy i aktorów.
W roku 1884 willę przejął od ojca syn Wojciech. Od tej pory w Kossakówce były już dwie pracownie dwóch wybitnych polskich malarzy. Troskę o gniazdo rodzinne przejęła po babci Juliuszowej nowa pani Kossakowa – Maria Wojciechowa. Tym samym Kossakówka stała się domem rodzinnym dla następnego pokolenia tej artystycznej rodziny, dzieci Wojciecha: Jerzego Kossaka, Marii Pawlikowskiej-Jasnorzewskiej i Magdaleny Samozwaniec.
W roku 1942 po śmierci Wojciecha dom przejął jego syn Jerzy. Po wyjeździe sióstr mieszkał tam razem z Marią, swoją córką z pierwszego małżeństwa, z drugą żoną Elżbietą Dzięciołowską-Śmiałowską i córkami z drugiego małżeństwa – Glorią i Simoną.
Po wojnie groziło Kossakówce wyburzenie, ale uchroniła ją postawa Elżbiety, żony Jerzego, która wywalczyła u Włodzimierza Sokorskiego (ówczesnego ministra kultury) uznanie Kossakówki za pamiątkę narodową. W 1960 roku dworek został wpisany do rejestru zabytków, został wyremontowany, jednak na tym zakończył się protektorat państwa. W latach 80. XX wieku zaczął podupadać.
Zrujnowaną willę odkupiło od właścicieli miasto Kraków i ma w tym miejscu powstać Muzeum Historii Sztuki z osobną ekspozycją prezentującą historię rodziny Kossaków.

## „Kossakówka” w innych miastach
„Kossakówką” nazywany jest również dworek Zofii Kossak-Szczuckiej w Górkach Wielkich, gdzie w otwartym w 2010 Centrum Kultury i Sztuki w Górkach Wielkich fundacja im. Zofii Kossak stworzyła muzeum, w którym zgromadzono rodowe pamiątki Kossaków, obrazy, fotografie, listy, rękopisy.
Trzecią „Kossakówką” jest letni domek z pracownią Wojciecha Kossaka w Juracie, w którym jest sezonowa kawiarenka i galeria obrazów, m.in. kopii Wojciecha i Jerzego. 
Czwarta „Kossakówka” znajduje się w Zakopanem przy ulicy Kościuszki w pobliżu dworców.

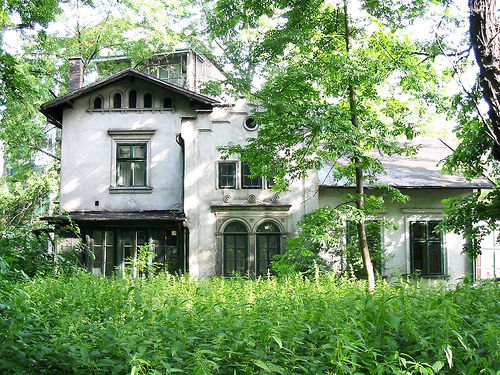
Kossakówka (2007)
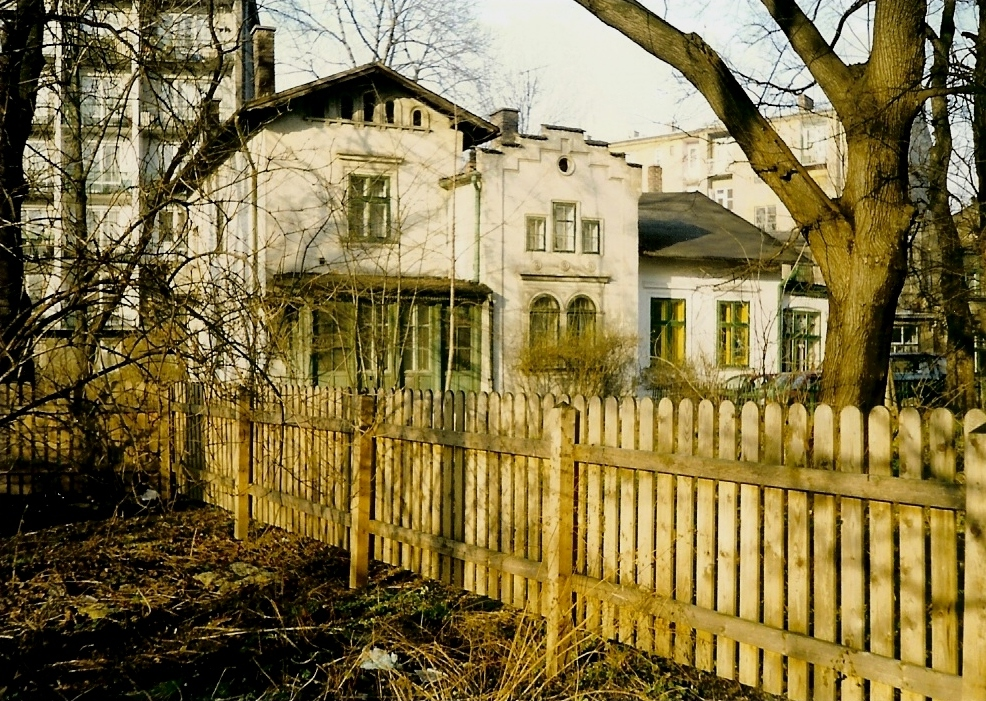
Kossakówka (2008)
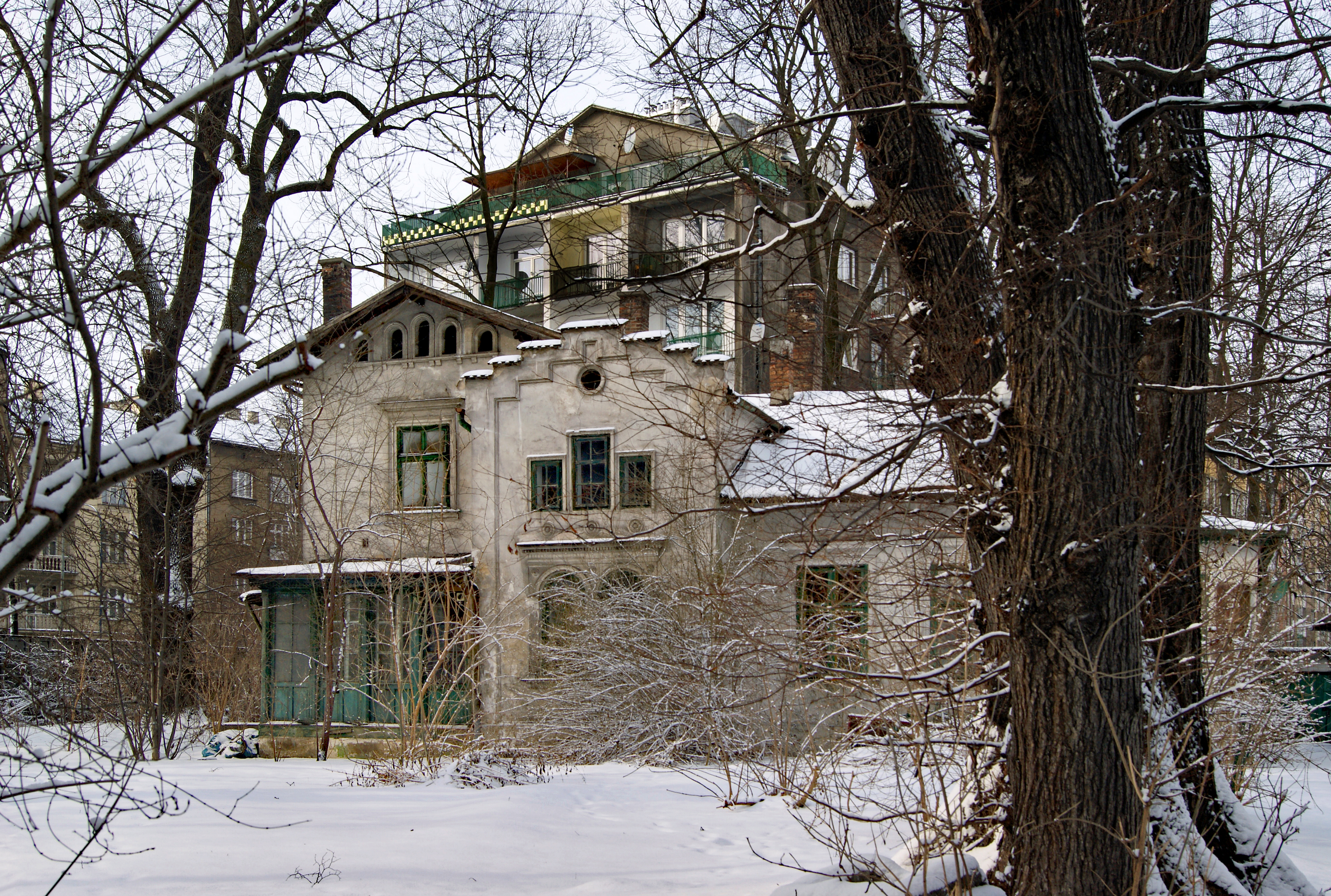
Kossakówka (2012)
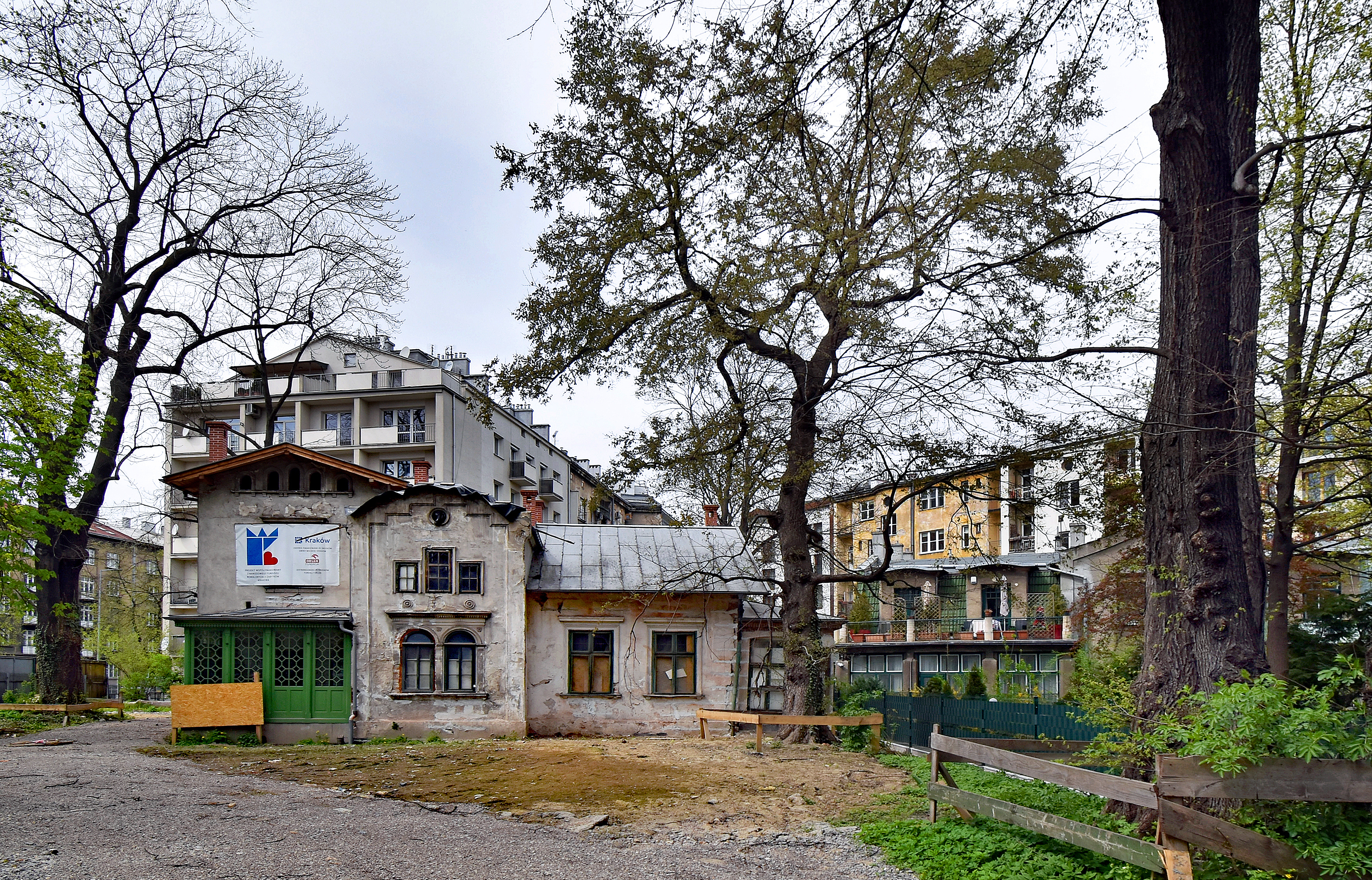
Kossakówka (IV 2022)

## Źródła
- Praca zbiorowa Encyklopedia Krakowa, wydawca Biblioteka Kraków i Muzeum Krakowa, Kraków 2023, ISBN 978-83-66253-46-9, t.I, s.714-715